# Pedicularis oliveriana
Pedicularis oliveriana är en snyltrotsväxtart som beskrevs av David Prain. Pedicularis oliveriana ingår i släktet spiror, och familjen snyltrotsväxter. Inga underarter finns listade i Catalogue of Life.